# 사잔 올 스타즈
사잔 올 스타즈(일본어: サザンオールスターズ, Southern All Stars)는 1970년대 중반에 결성된 일본의 밴드다. 서던 올 스타스(서던 올 스타즈) 또는 사잔 올 스타즈라는 표기로도 잘 알려졌다.
쿠와타 케이스케와 하라 유코, 세키구치 카즈유키, 마츠다 히로시, 노자와 히데유키로 구성돼 있다. 또, 오모리 타카시가 기타 연주자로 2001년까지 활동했었다.
사잔은 빅터 엔터테인먼트와 계약하며 1978년에 싱글 〈캇테니 신드바드〉로 데뷔했다, 그 후, 40년간 4천7백만 장 이상의 싱글과 음반 판매량을 기록하며 일본에서 음반을 가장 많이 판 음악가들 가운데 하나가 되었다. 그들은 2009년까지 43장의 오리콘 톱 10 싱글과 16장의 오리콘 1위 음반을 발표했다.
1998년에 발표한 사잔의 베스트 음반 《우미노 Yeah!!》는 350만 장 이상이 팔리며 일본에서 가장 많이 팔린 더블 음반이 되었다. 또, 2000년에 발표한 사잔의 가장 대표적인 노래 〈Tsunami〉는 약 293만 장이 팔리며 제42회 일본 레코드 대상에서 대상을 받기도 했다.
사잔은 HMV 재팬에서 2003년에 발표한 일본의 100대 음악가에서 1위를 차지했으며, 또한 오리콘 탑 100에 그들의 노래 44곡이 동시에 차트에 등장하기도 했다.
밴드는 2009년부터 구성원들의 솔로 활동이나 다른 작업을 위해 활동 휴지 상태에 들어갔다. 2013년 35주년이 되는 해에 복귀하여, 2018년 40주년을 맞이하였고, 현재도 활동중이다.

## 멤버
- 구와타 게이스케(桑田佳祐, 보컬, 기타)
- 세키구치 가즈유키(関口和之, 베이스)
- 마쓰다 히로시(松田弘, 드럼)
- 하라 유코(原由子, 키보드)
- 노자와 히데유키(野沢秀行, 타악기)
- 오모리 다카시(大森隆志, 기타, 2001년 8월 7일 탈퇴하였음.)
  - 각 멤버가 코러스를 담당한다. 노자와 히데유키를 제외한 멤버들은 메인 보컬곡도 있으며 작사, 작곡도 할 수 있다.
  - 거의 모든 싱글 곡들은 작사, 작곡, 편곡을 구와타 게이스케가 담당하였다.
  - 이름 순서는 구와타 게이스케, 오모리 다카시, 세키구치 가즈유키, 마쓰다 히로시, 하라 유코, 노자와 히데유키의 순서로 통일.
  - 오모리 다카시가 탈퇴한 이후에는 구와타 게이스케, 세키구치 가즈유키, 마쓰다 히로시, 하라 유코, 노자와 히데유키의 순서로 통일.
  - 구와타 게이스케와 하라 유코는 부부이다.

## 개요
1978년에 데뷔한 이래로 30여 년동안 일본 음악계의 선두에 있는 밴드이다. 록, 발라드, 민족 음악, 향토 음악, 테크노, 디지털 록까지 여러 분야를 다루고 있다. 소재는 사랑, 섹스, 향토애, 유머, 사회 풍자 등 여러가지이다. 남녀노소를 불문한 폭넓은 층의 팬이 있어, 각계에 사잔 오루 스타즈의 팬이라고 말한 저명인들이 많다.
대표곡은 1970년대에 勝手にシンドバッド(51.6만장), いとしのエリー(72.9만장) 1980년대에 チャコの海岸物語(58.5만장), MISS BRAND-NEW DAY(30.3만장), 1990년대에는 涙のキッス(154.9만장), EROTICA SEVEN(174.3만장), 愛の言霊～Spiritual Message～(139.6만장)등이 밀리언셀러를 달성하였고, 2000년대에 와서도 TSUNAMI(293.6만장), 涙の海で抱かれたい～SEA OF LOVE～(74.2만장), I AM YOUR SINGER(52만장), ピースとハイライト(35만장)가 대히트 하였다.
80,90,00,10년대 4개의 연대에서 오리콘 차트 1위를 차지하였다.

## 음반 목록

### 정규 음반
2008년 12월 3일에 이나무라 제인과 1집부터 13집까지 CD리마스터링반으로 재발매했다.
|      | 발매일           | 타이틀                                                | 의미                           | 최고순위 | 판매량    |
| ---- | ---------------- | ----------------------------------------------------- | ------------------------------ | -------- | --------- |
| 1집  | 1978년 8월 25일  | 熱い胸さわぎ 아쯔이 무나사와기[*]                     | 뜨거운 가슴 두근거림           |          |           |
| 2집  | 1979년 4월 5일   | 10ナンバーズ・からっと 텐난바-즈 카랏도[*]            | 10 Numbers Carat               |          |           |
| 3집  | 1980년 3월 21일  | タイニイ・バブルス 타이니이 바부루즈[*]               | Tiny Bubbles                   |          |           |
| 4집  | 1981년 7월 21일  | ステレオ太陽族 스테레오 타이요우조쿠[*]               | 스테레오 태양족                |          |           |
| 5집  | 1982년 7월 22일  | NUDE MAN                                              |                                |          |           |
| 6집  | 1983년 7월 5일   | 綺麗 키레이[*]                                        | 아름다움                       |          |           |
| 7집  | 1984년 7월 7일   | 人気者で行こう 닌키모노데 이코우[*]                   | 인기인이 되자                  |          |           |
| 8집  | 1985년 9월 14일  | KAMAKURA                                              |                                |          |           |
| 9집  | 1990년 1월 13일  | SOUTHERN ALL STARS                                    |                                |          |           |
| 10집 | 1992년 9월 26일  | 世に万葉の花が咲くなり 요니만요우노 하나가사쿠나리[*] | 세상에 무수한 꽃들이 피는 모양 | 1위      | 179.4만장 |
| 11집 | 1996년 7월 20일  | Young Love                                            |                                | 1위      | 249.4만장 |
| 12집 | 1998년 10월 21일 | さくら 사쿠라[*]                                      | 벚꽃                           | 1위      | 96.9만장  |
| 13집 | 2005년 10월 5일  | キラーストリート 키라-스토리-토[*]                    | Killer Street                  | 1위      | 113.3만장 |
| 14집 | 2015년 3월 1일   | 葡萄 부도[*]                                          | 포도                           | 1위      | 54.5만장  |

### 베스트 음반
- 1982년 《발라드 '77~'82》
- 1987년 《발라드 2 '83~'86》
- 1989년 《스이카 SOUTHERN ALL STARS SPECIAL 61SONGS》
- 1995년 《Happy!》
- 1998년 《우미노 Yeah!!》
- 2000년 《발라드 3 ~the album of LOVE~》
- 2018년 《우미노 Oh!! Yeah!!》

### 싱글
|      | 발매일           | 타이틀                                          | 최고순위 | 판매량    |
| ---- | ---------------- | ----------------------------------------------- | -------- | --------- |
| 1집  | 1978년 6월 25일  | 勝手にシンドバッド                              | 3위      | 51.6만장  |
| 2집  | 1978년 11월 25일 | 気分しだいで責めないで                          | 10위     | 27.8만장  |
| 3집  | 1979년 3월 25일  | いとしのエリー                                  | 2위      | 72.8만장  |
| 4집  | 1979년 7월 25일  | 思い過ごしも恋のうち                            | 7위      | 22.8만장  |
| 5집  | 1979년 10월 25일 | C調言葉に御用心                                 | 2위      | 37.7만장  |
| 6집  | 1980년 2월 21일  | 涙のアベニュー                                  | 16위     | 10.1만장  |
| 7집  | 1980년 3월 21일  | 恋するマンスリー・デイ                          | 23위     | 6.9만장   |
| 8집  | 1980년 5월 21일  | いなせなロコモーション                          | 16위     | 11.2만장  |
| 9집  | 1980년 6월 21일  | ジャズマン（JAZZ MAN）                          | 32위     | 5.2만장   |
| 10집 | 1980년 7월 21일  | わすれじのレイド・バック                        | 28위     | 4.9만장   |
| 11집 | 1980년 11월 21일 | シャ・ラ・ラ                                    | 29위     | 7.9만장   |
| 12집 | 1981년 6월 21일  | Big Star Blues（ビッグスターの悲劇）            | 49위     | 4.6만장   |
| 13집 | 1981년 9월 21일  | 栞(しおり)のテーマ                              | 35위     | 5.5만장   |
| 14집 | 1982년 1월 21일  | チャコの海岸物語                                | 2위      | 58.4만장  |
| 15집 | 1982년 5월 21일  | 匂艶(にじいろ) THE NIGHT CLUB                   | 8위      | 30만장    |
| 16집 | 1982년 10월 5일  | Ya Ya（あの時代(とき)を忘れない）               | 10위     | 34만장    |
| 17집 | 1983년 3월 5일   | ボディ・スペシャルII                            | 10위     | 32.5만장  |
| 18집 | 1983년 7월 5일   | EMANON                                          | 24위     | 7.4만장   |
| 19집 | 1983년 11월 5일  | 東京シャッフル                                  | 23위     | 12.3만장  |
| 20집 | 1984년 6월 25일  | ミス・ブランニュー・デイ（MISS BRAND-NEW DAY）  | 6위      | 30.2만장  |
| 21집 | 1984년 10월 21일 | Tarako                                          | 11위     | 12.5만장  |
| 22집 | 1985년 5월 29일  | Bye Bye My Love（U are the one）                | 4위      | 38.6만장  |
| 23집 | 1985년 8월 21일  | メロディ（Melody）                              | 2위      | 26.6만장  |
| 24집 | 1988년 6월 25일  | みんなのうた                                    | 2위      | 31.8만장  |
| 25집 | 1989년 4월 12일  | 女神達への情歌（報道されないY型(ケイ)の彼方へ） | 4위      | 11.3만장  |
| 26집 | 1989년 6월 7일   | さよならベイビー                                | 1위      | 25.8만장  |
| 27집 | 1989년 11월 21일 | フリフリ '65                                    | 2위      | 18.2만장  |
| 28집 | 1990년 7월 25일  | 真夏の果実                                      | 4위      | 54.9만장  |
| 29집 | 1991년 7월 10일  | ネオ・ブラボー！！                              | 1위      | 43.1만장  |
| 30집 | 1992년 7월 18일  | シュラバ★ラ★バンバ SHULABA-LA-BAMBA             | 2위      | 97만장    |
| 31집 | 1992년 7월 18일  | 涙のキッス                                      | 1위      | 155만장   |
| 32집 | 1993년 7월 21일  | エロティカ・セブン EROTICA SEVEN                | 1위      | 174만장   |
| 33집 | 1993년 7월 21일  | 素敵なバーディー（NO NO BIRDY）                 | 3위      | 51.3만장  |
| 34집 | 1993년 11월 20일 | クリスマス・ラブ（涙のあとには白い雪が降る）    | 3위      | 66.7만장  |
| 35집 | 1995년 5월 22일  | マンピーのG★SPOT                                | 4위      | 51.4만장  |
| 36집 | 1995년 7월 17일  | あなただけを ～Summer Heartbreak～              | 1위      | 113만장   |
| 37집 | 1996년 5월 20일  | 愛の言霊～Spiritual Message～                   | 1위      | 140만장   |
| 38집 | 1996년 6월 25일  | 太陽は罪な奴                                    | 5위      | 38.6만장  |
| 39집 | 1997년 8월 21일  | 01MESSENGER～電子狂の詩(うた)～                 | 5위      | 23.9만장  |
| 40집 | 1997년 11월 6일  | BLUE HEAVEN                                     | 5위      | 21.5만장  |
| 41집 | 1998년 2월 11일  | LOVE AFFAIR～秘密のデート                       | 4위      | 58.8만장  |
| 42집 | 1998년 7월 29일  | PARADISE                                        | 4위      | 20만장    |
| 43집 | 1999년 3월 25일  | イエローマン ～星の王子様～                     | 10위     | 10.6만장  |
| 44집 | 2000년 1월 26일  | TSUNAMI                                         | 1위      | 293.6만장 |
| 45집 | 2000년 7월 19일  | HOTEL PACIFIC                                   | 2위      | 82.3만장  |
| 46집 | 2000년 11월 1일  | この青い空、みどり ～BLUE IN GREEN～            | 3위      | 35.4만장  |
| 47집 | 2003년 7월 23일  | 涙の海で抱かれたい～SEA OF LOVE～               | 1위      | 74.2만장  |
| 48집 | 2004년 4월 14일  | 彩～Aja～                                       | 1위      | 28.0만장  |
| 49집 | 2004년 7월 21일  | 君こそスターだ／夢に消えたジュリア              | 1위      | 45.8만장  |
| 50집 | 2004년 11월 24일 | 愛と欲望の日々／LONELY WOMAN                    | 1위      | 37.2만장  |
| 51집 | 2005년 7월 20일  | BOHBO No.5／神の島遥か国                        | 3위      | 25.9만장  |
| 52집 | 2006년 8월 9일   | DIRTY OLD MAN ～さらば夏よ～                    | 1위      | 22.5만장  |
| 53집 | 2008년 8월 6일   | I AM YOUR SINGER                                | 1위      | 52.0만장  |
| 54집 | 2013년 8월 7일   | ピースとハイライト                              | 1위      | 35.0만장  |
| 55집 | 2014년 9월 10일  | 東京VICTORY                                     | 1위      | 15.0만장  |

## 뮤직스테이션 출연 목록
- 〈뮤직스테이션〉은 테레비 아사히계의 생방송 음악 프로그램이다.

| 출연횟수 | 방송일           | 곡명 | 내용                                                          |
| -------- | ---------------- | --- | ------------------------------------------------------------- |
| 1회      | 1988년 6월 24일  | Big Star Blues / みんなのうた | 뮤직스테이션 첫 출연.                                         |
| 2회      | 1989년 4월 14일  | 女神達への情歌／Back in the U.S.S.R.                                                                                                  | 女神達への情歌는 녹화 비디오 버전(립싱크).                    |
| 3회      | 1989년 12월 22일 | フリフリ'65 / 逢いたくなった時に君はここにいない                                                                                      | フリフリ'65를 부를 때에는 디스코장을 연출.                    |
| 4회      | 1990년 1월 12일  | YOU / OH, GIRL～悲しい胸のスクリーン                                                                                                  |                                                               |
| 5회      | 1990년 8월 31일  | 真夏の果実 | 노래 중간에 영화 '이나무라 제인'의 영상을 보여줌.             |
| 6회      | 1990년 9월 7일   | 希望の轍 / 稲村ジェーン | 사잔 올 스타즈 멤버가 아닌 이나무라 오케스트라 멤버들이 출연. |
| 7회      | 1992년 7월 17일  | 涙のキッス | 중국 천안문 광장에서 생중계함.                                |
| 8회      | 1992년 10월 9일  | 涙のキッス / ニッポンのヒール | 사잔 올 스타즈 리퀘스트 베스트텐을 뽑아 방송함.               |
| 9회      | 1993년 7월 16일  | エロティカ・セブン | 긴 금발의 가발을 쓰고 나옴.                                   |
| 10회     | 1993년 7월 23일  | 素敵なバーディー (NO NO BIRDY) |                                                               |
| 11회     | 1993년 8월 27일  | 素敵なバーディー (NO NO BIRDY) / エロティカ・セブン                                                                                   | 사잔 올 스타즈의 뮤직스테이션 출연 히스토리 영상을 공개.      |
| 12회     | 1995년 5월 26일  | マンピーのＧ★SPOT | 노래할 때 가발을 쓰고 노래함.                                 |
| 13회     | 1995년 7월 21일  | LOVE KOREA / あなただけを～Summer Heartbreak～                                                                                        | 뮤직스테이션 여름 스페셜.                                     |
| 14회     | 1996년 6월 28일  | 愛の言霊～Spiritual Message～ |                                                               |
| 15회     | 1996년 7월 19일  | YOUNG LOVE |                                                               |
| 16회     | 1997년 8월 22일  | 01 MESSENGER～電子狂の詩～ |                                                               |
| 17회     | 1997년 11월 7일  | BLUE HEAVEN | 토크중에 한국의 찌개 이야기를 함.                             |
| 18회     | 1998년 7월 24일  | PARADISE |                                                               |
| 19회     | 1998년 10월 2일  | LOVE AFFAIR～秘密のデート～ / PARADISE                                                                                                | 뮤직스테이션 스페셜 방송.                                     |
| 20회     | 1998년 10월 23일 | 爆笑アイランド | 노래가 끝나고나서 오오모리 다카시에게 물을 퍼부움.            |
| 21회     | 1999년 3월 12일  | イエローマン～星の王子様～ |                                                               |
| 22회     | 2000년 1월 1일   | TSUNAMI | 뮤직스테이션 밀레니엄 스페셜.                                 |
| 23회     | 2000년 1월 28일  | TSUNAMI | 시이나 링고의 토크중 사과를 꺼내들어 장난침.                  |
| 24회     | 2000년 2월 11일  | TSUNAMI | 모닝구 무스메의 토크중 볼링공에 娘(무스메)자를 적어 장난침.   |
| 25회     | 2000년 7월 21일  | HOTEL PACIFIC | 노래 끝나고 여장을 한 댄서의 팬티를 벗김.                     |
| 26회     | 2000년 11월 3일  | この青い空、みどり～BLUE IN GREEN～                                                                                                   | 토크중에 느타리 버섯으로 장난침.                              |
| 27회     | 2004년 7월 16일  | 夢に消えたジュリア | 같이 출연했던 박용하와 한국말로 인사 및 대화.                 |
| 28회     | 2004년 7월 23일  | 君こそスターだ |                                                               |
| 29회     | 2004년 11월 26일 | 君こそスターだ / 彩～Aja～ / 愛と欲望の日々                                                                                           | 최근에 한국에 다녀왔던 이야기를 함 (주로 음식얘기).           |
| 30회     | 2005년 7월 29일  | BOHBO No.5 | 노래 도중에 예정에 없던 물뿌리기 퍼포먼스를 보여줌.           |
| 31회     | 2005년 10월 7일  | 愛と欲望の日々/ ごめんよ僕が馬鹿だった/ ロックンロール・スーパーマン                                                                  | 뮤직스테이션 이제 곧 20주년 스페셜 라이브.                    |
| 32회     | 2006년 8월 11일  | DIRTY OLD MAN～さらば夏よ～ | 300명의 팬이 막판에 댄서로 돌변하는 연출.                     |
| 33회     | 2006년 9월 22일  | Ya Ya(あの時代を忘れない) / DIRTY OLD MAN～さらば夏よ～                                                                               | 뮤직스테이션 20주년 기념 사잔 올 스타즈 명곡집 방송           |
| 34회     | 2008년 8월 8일   | 勝手にシンドバッド / LOVE AFFAIR～秘密のデート～ / OH!! SUMMER QUEEN～夏の女王様～ / 真夏の果実/ エロティカ･セブン / I AM YOUR SINGER | 사잔 올 스타즈 30주년 기념 1시간 특집 방송                    |
| 35회     | 2013년 7월 26일  | ピースとハイライト / 蛍 | 사잔 올 스타즈 35주년 기념 히스토리 영상 방송                 |
| 36회     | 2013년 8월 2일   | 栄光の男 | 사잔 올 스타즈 35주년 기념 리퀘스트 베스트 텐 방송            |
| 37회     | 2014년 9월 5일   | 天国オン・ザ・ビーチ / 東京VICTORY |                                                               |
| 38회     | 2014년 9월 12일  | 東京VICTORY |                                                               |
| 39회     | 2015년 3월 14일  | イヤな事だらけの世の中で / アロエ |                                                               |
| 40회     | 2015년 4월 3일   | アロエ / はっぴいえんど / 東京VICTORY                                                                                                 | 뮤직 스테이션 스페셜.                                         |
| 41회     | 2018년 7월 10일  | 闘う戦士(もの)たちへ愛を込めて / 壮年JUMP                                                                                             |                                                               |